# أنابيل إبيسون
أنابيل إبيسون (بالإنجليزية: Annabelle Apsion)‏ هي ممثلة بريطانية، ولدت في 17 سبتمبر 1960 بهامرسميث في المملكة المتحدة.

## وصلات خارجية
- أنابيل إبيسون على موقع IMDb (الإنجليزية)
- أنابيل إبيسون على موقع ألو سيني (الفرنسية)
- أنابيل إبيسون على موقع قاعدة بيانات الفيلم (الإنجليزية)